# Owsley County
Owsley County ist ein County im Bundesstaat Kentucky der Vereinigten Staaten. Das U.S. Census Bureau hat bei der Volkszählung 2020 eine Einwohnerzahl von 4051 ermittelt.
Der Verwaltungssitz (County Seat) ist Booneville, das nach dem Grenzsoldaten Daniel Boone benannt wurde. Das County gehört zu den Dry Countys, was bedeutet, dass der Verkauf von Alkohol eingeschränkt oder verboten ist.

## Geographie
Das County liegt im mittleren Osten von Kentucky, ist im Südosten etwa 90 km von Virginia entfernt und hat eine Fläche von 513 Quadratkilometern ohne nennenswerte Wasserfläche. Es grenzt im Uhrzeigersinn an folgende Countys: Lee County, Breathitt County, Perry County, Clay County und Jackson County.

## Geschichte
Owsley County wurde am 23. Januar 1843 aus Teilen des Breathitt County, Clay County und Estill County gebildet. Benannt wurde es nach William Owsley, einem Richter und Gouverneur.
Ein Gebäude des Countys ist im National Register of Historic Places eingetragen (Stand 19. Oktober 2017).

## Demografische Daten
Nach der Volkszählung im Jahr 2000 lebten im Owsley County 4.858 Menschen. Davon wohnten 96 Personen in Sammelunterkünften, die anderen Einwohner lebten in 1.894 Haushalten und 1.388 Familien. Die Bevölkerungsdichte betrug 9 Einwohner pro Quadratkilometer. Ethnisch betrachtet setzte sich die Bevölkerung zusammen aus 99,22 Prozent Weißen, 0,10 Prozent Afroamerikanern, 0,06 Prozent amerikanischen Ureinwohnern, 0,04 Prozent Asiaten, 0,02 Prozent Bewohnern aus dem pazifischen Inselraum und 0,02 Prozent aus anderen ethnischen Gruppen; 0,54 Prozent stammten von zwei oder mehr Ethnien ab. 0,72 Prozent der Bevölkerung waren spanischer oder lateinamerikanischer Abstammung.
Von den 1.894 Haushalten hatten 32,6 Prozent Kinder und Jugendliche unter 18 Jahre, die bei ihnen lebten. 54,8 Prozent waren verheiratete, zusammenlebende Paare, 12,7 Prozent waren allein erziehende Mütter, 26,7 Prozent waren keine Familien, 24,5 Prozent waren Singlehaushalte und in 10,7 Prozent lebten Menschen im Alter von 65 Jahren oder darüber. Die Durchschnittshaushaltsgröße betrug 2,51 und die durchschnittliche Familiengröße lag bei 2,98 Personen.
Auf das gesamte County bezogen setzte sich die Bevölkerung zusammen aus 24,6 Prozent Einwohnern unter 18 Jahren, 8,9 Prozent zwischen 18 und 24 Jahren, 27,0 Prozent zwischen 25 und 44 Jahren, 24,5 Prozent zwischen 45 und 64 Jahren und 15,0 Prozent waren 65 Jahre alt oder darüber. Das Durchschnittsalter betrug 38 Jahre. Auf 100 weibliche Personen kamen 101,8 männliche Personen. Auf 100 Frauen im Alter von 18 Jahren alt oder darüber kamen statistisch 96,7 Männer.
Das jährliche Durchschnittseinkommen eines Haushalts betrug 15.805 USD, das Durchschnittseinkommen der Familien betrug 18.034 USD. Männer hatten ein Durchschnittseinkommen von 25.100 USD, Frauen 18.203 USD. Das Pro-Kopf-Einkommen betrug 10.742 USD. 41,7 Prozent der Familien und 45,4 Prozent der Bevölkerung lebten unterhalb der Armutsgrenze. Davon waren 56,3 Prozent Kinder oder Jugendliche unter 18 Jahre und 34,5 Prozent waren Menschen über 65 Jahre.

## Orte im County
- Arnett
- Blake
- Booneville
- Chestnut Gap
- Conkling
- Cowcreek
- Endee
- Eversole
- Island City
- Lerose
- Levi
- Lucky Fork
- Major
- Mistletoe
- Pebworth
- Ricetown
- Scoville
- Sebastian
- Southfork
- Stay
- Sturgeon
- Taft
- Travellers Rest
- Vincent
- Whoopflarea